# Aenigmatias fuscipennis
Aenigmatias fuscipennis är en tvåvingeart som beskrevs av Borgmeier 1963. Aenigmatias fuscipennis ingår i släktet Aenigmatias och familjen puckelflugor.
Artens utbredningsområde är Kalifornien. Inga underarter finns listade i Catalogue of Life.